# Islas Formigues

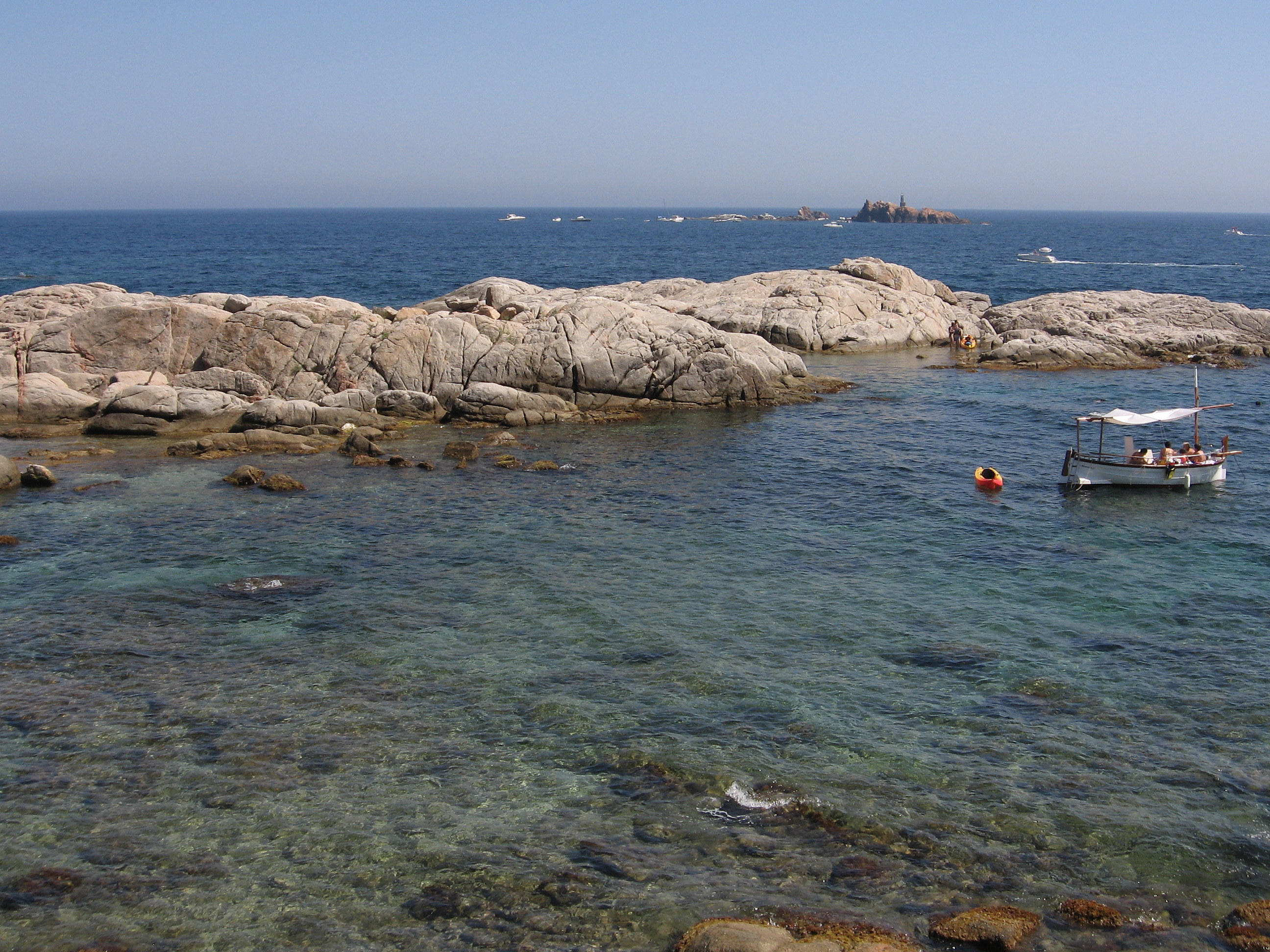
Las Formigues.

Las islas Formigues son un archipiélago formado por cuatro islotes situado a tres millas del puerto de Palamós (Gerona), navegando rumbo norte, frente a la playa de Calella y el Cap Roig. Están señalizadas con un faro de luz blanca consistente en un grupo de 3 destellos cada 9 segundos y un alcance nominal de 6 millas, situado en el islote de la Formiga Gran 41°53′N 03°11′E. Cuando hay mala mar, las cubren las olas. El nombre de islas Formigues (que en catalán significa "hormigas") señala la pequeñez de los islotes y del archipiélago.
Los fondos alrededor de las Formigues varían desde los 9 metros hasta a más de 45. Son rocas generalmente de formación calcárea, con numerosas cuevas y riscos de abundante vegetación marina, especialmente gorgonias multicolores y en numerosas ocasiones ha habido encuentros con tintoreras.
En 1285 se desarrolla en las aguas circundantes de estas islas la denominada Batalla de Islas Formigues. En ella la escuadra aragonesa hundió a la francesa. 
- Datos: Q3139199
- Multimedia: Illes Formigues / Q3139199